# Coelinidea arnella
Coelinidea arnella är en stekelart som beskrevs av Riegel 1982. Coelinidea arnella ingår i släktet Coelinidea och familjen bracksteklar. Inga underarter finns listade i Catalogue of Life.